# 瑪耳緒阿斯
瑪耳緒阿斯（Marsyas）是希臘神話中的一個羊男，擅長演奏奧洛斯管。

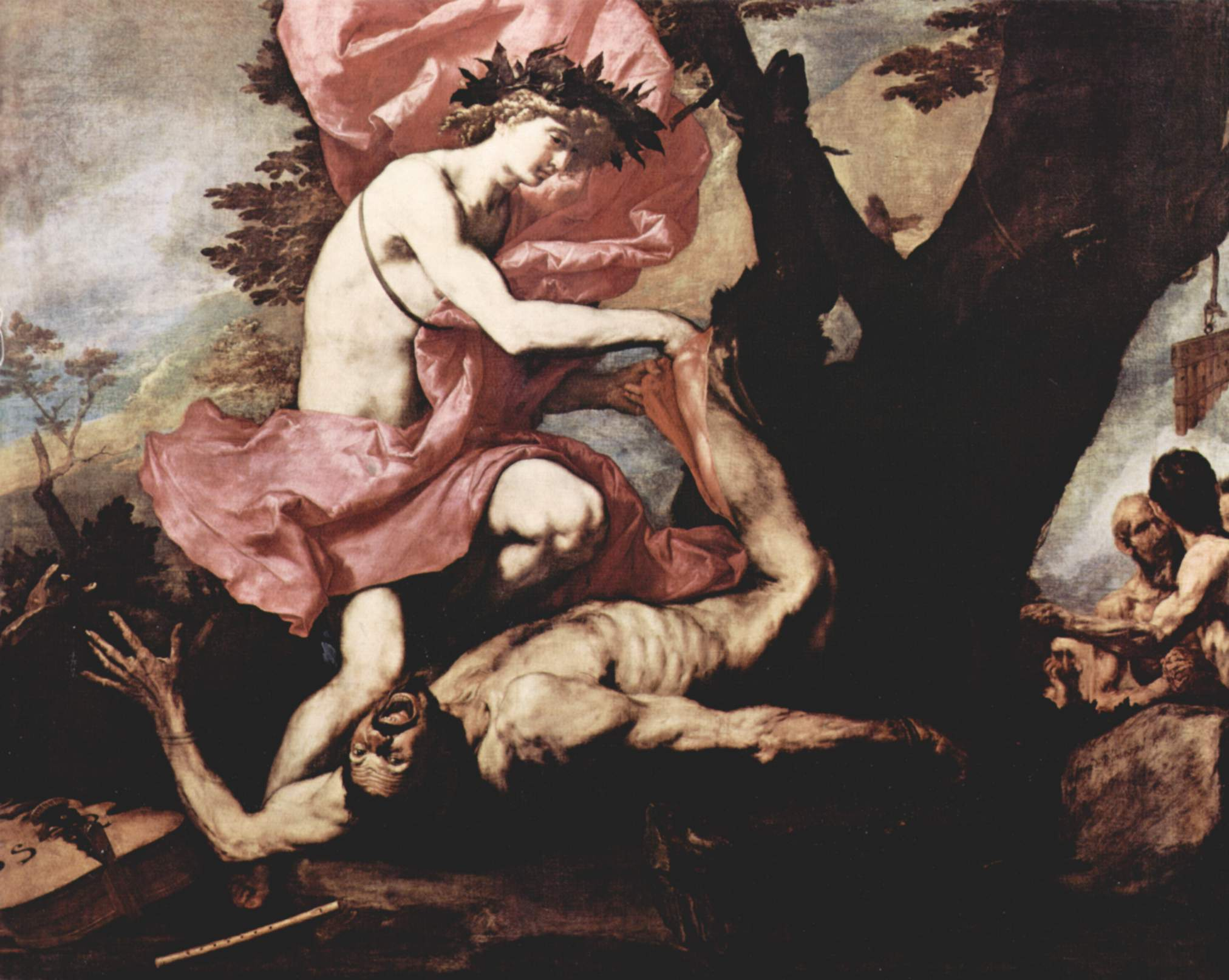
阿波羅與瑪耳緒阿斯

奧洛斯管是雅典娜發明的一種樂器。某天雅典娜在演奏奧洛斯管時，發現自己的面容因用力吹奏而扭曲，不悅的雅典娜將其扔到凡間。瑪耳緒阿斯撿到了奧洛斯管，且精通了其演奏技巧。驕傲的瑪耳緒阿斯向阿波羅他發起挑戰，認為自己的演奏技巧更勝一籌。瑪耳緒阿斯演奏奧洛斯管，而阿波羅則演奏里拉琴。最終繆斯們判定阿波羅獲勝。作為懲罰，阿波羅剝下瑪耳緒阿斯的皮，釘在大門德雷斯河河畔的一顆松樹上。